# Gačeša Selo
Gačeša Selo – wieś w Chorwacji, w żupanii karlowackiej, w gminie Vojnić. W 2011 roku liczyła 46 mieszkańców.